# 23457 Beiderbecke
23457 Beiderbecke este un asteroid din centura principală de asteroizi.

## Descriere
23457 Beiderbecke este un asteroid din centura principală de asteroizi. A fost descoperit pe 5 aprilie 1989 la Observatorul La Silla de Michael Geffert. Asteroidul prezintă o orbită caracterizată de o semiaxă mare de 2,62 ua, o excentricitate de 0,20 și o înclinație de 13,7° în raport cu ecliptica.